# エディ・マクゴールドリック
エディ・ジョン・マクゴールドリック（Eddie John McGoldrick、1965年4月30日 - ）は、イングランド出身の元アイルランド代表のサッカー選手である。ポジションはウィング、あるいはセントラル・ミッドフィールダーであった。現在はプレミアリーグ、クリスタル・パレスの育成アカデミーの監督である。
マクゴールドリックは、アーセナルFC、クリスタル・パレスFC、マンチェスター・シティFCなどでプレーした。
彼はアイルランド代表としてもプレーしている。

## クラブキャリア
彼は、ノーサンプトンシャー地方の小クラブ、ケタリング・タウンでキャリアをスタートさせた。1980年代前半は万能型の選手として、次の移籍先のナニートン・バラでも選手としての基盤づくりをしていった。フットボールリーグのノーサンプトン・タウンにステップアップし、同リーグ4部のタイトルを手にした。
その活躍が認められ、クリスタル・パレスに引き抜かれた。パレスでプレーした1988-89シーズンのフットボールリーグ2部ではプレーオフ決勝にまで進んだ。ブラックバーン・ローヴァーズと対戦した、その試合において、彼は同リーグ1部への昇格を決める、イアン・ライトのゴールにつながるクロスを上げ、チームはホームアンドアウエーの合計4-3にした。また、1990-91シーズンのゼニス・データ・カップでの勝利をも手にした。そのシーズンには、パレスはそれまでに無かったフットボールリーグ1部を3位で終えることとなった。しかし、彼は1990年のFAカップ決勝には出場しなかった。クリスタル・パレスでのキャリアを147試合出場、11ゴールで締めくくった。
1993年のプレミアリーグで、クリスタル・パレスは降格となり、彼はアーセナルへと移籍した。アーセナルでは、再びライトとチームメイトとなった、そして、同年8月7日にチャリティ・シールドのマンチェスター・ユナイテッド戦でデビューした。1993-94シーズンは38試合に出場、同年のUEFAカップウィナーズカップ決勝でパルマにも勝利し、優勝を果たした。その後、補強選手の獲得により、次第に出場機会が減っていった。彼は、コーナーキックにおいて、変則的なループキックを用いたことで名を知らしめた。それは、ペナルティーエリア前に高く弧を描く軌道だった。アーセナルにおいて、彼は57試合に出場、1ゴールを記録した。
1996年の秋、彼はマンチェスター・シティへと移籍した。この移籍は、当初はローン移籍であったが、すぐに30万ポンドの移籍金による完全移籍に変わった。この頃のシティは、目まぐるしく監督が代わっていた。当初のローン移籍の際、完全移籍の際、それぞれ別の監督であり、そして、そのシーズンの終了までにさらに2人の監督の下でプレーすることとなった。しかし、このクラブでの最終シーズンのほとんどを控え選手として過ごすことになり、1998年にはストックポート・カウンティでのプレーを余儀なくされた。
1999年までシティの選手としての籍を置き、その後、選手兼監督としてコービー・タウンでプレーし、選手生活を終えた。

## 代表キャリア
彼はアイルランド代表歴があり、1994年のワールドカップのメンバーに選出されたが、本戦での出場は無かった。

## 監督キャリア
引退後は、短期間ではあるが、2000年にコービー・タウンを、2003年にはバーシュリーの監督を務めた。
2008年、彼はノーサンプトン・タウンの14歳以下のチームの監督職に就いた。同年中にユースチームの監督に昇格した。
しかしながら、ノーサンプトンでの職を全うした後、2013年には古巣のクリスタル・パレスの数あるユースチームのひとつの監督に就こうと探してみたが、ノーサンプトンの高校に設立される、サッカーアカデミーに関わることに取って代わられた。2016-17シーズンに、クリスタル・パレスのアカデミーの指導者としてのオファーがあり、現在、アカデミーの監督職にある。

## 獲得タイトル

### クラブタイトル
ノーサンプトン・タウン
- 1986-87
  - フットボールリーグ4部優勝

クリスタル・パレス
- 1990-91
  - ゼニス・データ・カップ（英語版）

アーセナル
- 1993-94
  - UEFAカップウィナーズカップ

マンチェスター・シティ
- 1998-99
  - フットボールリーグ2部プレーオフ優勝

### 個人タイトル
クリスタル・パレス
- 1991-92
  - クラブシーズンMVP